# Dublanc

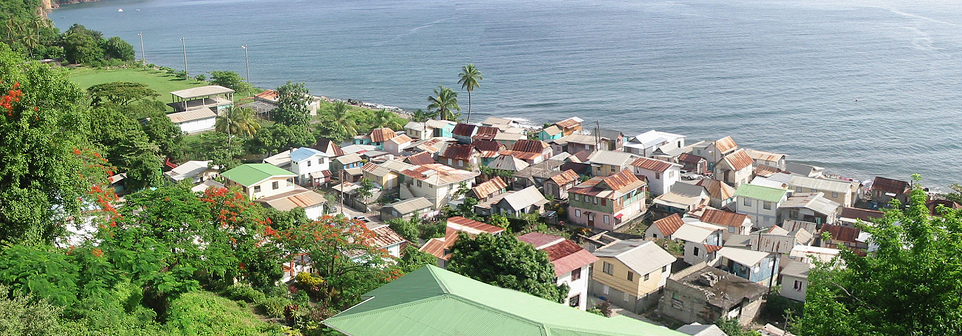
Blick auf Dublanc

Dublanc ist ein Ort im Westen von Dominica. Die Gemeinde hatte im Jahr 2011 413 Einwohner. Dublanc liegt im Parish Saint Peter.

## Geographische Lage
Dublanc liegt auf einem niedrigen Hügel.

## Wirtschaft und Infrastruktur
Dublanc ist ein ländliches Gebiet Dominicas. Für ihren Lebensunterhalt bewirtschaften die Anwohner Felder und fischen.
In Dublanc befinden sich eine katholische Kirche, eine Kirche der Siebenten-Tags-Adventisten, sowie eine Vor- und Grundschule.